# نرمالیته
نرمالیته (Normality)
نرمالیته یک محلول بیانگر تعداد میلی‌هم‌ارزهای (میلی‌اکی‌والان‌های) مادهٔ حل شده در هر میلی لیتر محلول یا تعداد هم‌ارزها در یک لیتر محلول است. پس یک محلول 2/0 نرمال نیترات نقره، 2/0 میلی‌اکی‌والان از نیترات نقره در هر میلی‌لیتر یا 2/0 اکی‌والان در هر لیتر محلول دارد.
محلول نرمال یک ماده اکسیدکننده محلولی است که هر لیتر آن یک درجه قدرت اکسیدکنندگی داشته باشد، یعنی قدرت اکسیدکنندگی هر لیتر آن معادل 8 گرم اکسیژن باشد و محلول نرمال یک مادهٔ احیاکننده محلولی است که هر لیتر آن یک درجه قدرت احیاکنندگی داشته باشد و به عبارت دیگر هر لیتر آن بتواند 8 گرم اکسیژن احیا کند.
اکی والانهای هر دسته از مواد با هم معادلند، بنابراین محلول‌های نرمال به حجمهای مساوی برهم اثر می‌کنند و مطابق تعریف، محلول نرمال یک اسید یا باز یا نمک، محلولی است که در هر لیتر آن یک اکی والان گرم از ماده حل شده باشد. ولی ممکن است که محلولی شامل یک اکی‌والان‌گرم در لیتر نباشد، در این صورت آن را با محلول نرمال همان ماده مقایسه می‌کنند و غلظت آن را برحسب نرمال تعیین می‌کنند.